# Xyleborinus
Xyleborinus är ett släkte av skalbaggar som beskrevs av Edmund Reitter 1913. Xyleborinus ingår i familjen vivlar.

## Dottertaxa tillXyleborinus, i alfabetisk ordning[1][2]
- Xyleborinus aduncus
- Xyleborinus aemulus
- Xyleborinus alienus
- Xyleborinus alni
- Xyleborinus andrewesi
- Xyleborinus ankius
- Xyleborinus armatus
- Xyleborinus artelineatus
- Xyleborinus artestriatus
- Xyleborinus attenuatus
- Xyleborinus beaveri
- Xyleborinus bicornatulus
- Xyleborinus buscki
- Xyleborinus celatus
- Xyleborinus collarti
- Xyleborinus cuneidentis
- Xyleborinus cuneolosus
- Xyleborinus cupulatus
- Xyleborinus dentellus
- Xyleborinus diapiformis
- Xyleborinus dirus
- Xyleborinus diversus
- Xyleborinus excavatus
- Xyleborinus exiguus
- Xyleborinus forcipatus
- Xyleborinus forficuloides
- Xyleborinus forficulus
- Xyleborinus gracilicornis
- Xyleborinus gracilipennis
- Xyleborinus gracilis
- Xyleborinus heveae
- Xyleborinus horridulus
- Xyleborinus intersetosus
- Xyleborinus librocedri
- Xyleborinus linearicollis
- Xyleborinus longulus
- Xyleborinus longus
- Xyleborinus marcidus
- Xyleborinus micrographus
- Xyleborinus mimosae
- Xyleborinus mitosomiformis
- Xyleborinus mitosomipennis
- Xyleborinus namibiae
- Xyleborinus octospinosus
- Xyleborinus opimulus
- Xyleborinus percuneolus
- Xyleborinus perexiguus
- Xyleborinus perminutissimus
- Xyleborinus perpusillus
- Xyleborinus pilosellus
- Xyleborinus polyalthiae
- Xyleborinus pometianus
- Xyleborinus protinus
- Xyleborinus pseudopityogenes
- Xyleborinus quadrispinis
- Xyleborinus quadrispinosus
- Xyleborinus reconditus
- Xyleborinus saxeseni
- Xyleborinus saxesenii
- Xyleborinus schaufussi
- Xyleborinus schoenherri
- Xyleborinus sclerocaryae
- Xyleborinus sculptilis
- Xyleborinus sentosus
- Xyleborinus sharpae
- Xyleborinus signatipennis
- Xyleborinus similans
- Xyleborinus speciosus
- Xyleborinus spiculatulus
- Xyleborinus spiculatus
- Xyleborinus spinifer
- Xyleborinus spiniger
- Xyleborinus spinipennis
- Xyleborinus spinipes
- Xyleborinus spiniposticus
- Xyleborinus spinosus
- Xyleborinus subgranulatus
- Xyleborinus subsulcatus
- Xyleborinus syzygii
- Xyleborinus tribuloides
- Xyleborinus tribulosus
- Xyleborinus truncatipennis
- Xyleborinus tsugae
- Xyleborinus undatus